# Bidhya Devi Bhandari
Bidhya Devi Bhandari (Nepalees: विद्यादेवी भण्डारी) (Mane Bhanjyang, 19 juni 1961) is een Nepalese politica. Tussen 2015 en 2023 was zij de eerste vrouwelijke president van Nepal.

## Politieke loopbaan
Bidhya Devi Bhandari is lid van de Communistische Partij van Nepal (Verenigd Marxistisch-Leninistisch). Ze sloot zich in 1980 bij deze partij aan. In 1994 werd ze voor het eerst gekozen als lid van het Nepalese parlement, waar ze de zetel innam van haar overleden echtgenoot Madan Bhandari. Bij deze verkiezing wist ze voormalig premier Krishna Prasad Bhattarai te verslaan.
Bhandari was van maart tot oktober 1997 minister van Milieu in de Nepalese regering van toenmalig premier Lokendra Bahadur Chand. In mei 2009 werd ze benoemd tot minister van Defensie onder het premierschap van Madhav Kumar Nepal. Ze was de eerste vrouw die deze functie bekleedde en behield dit ambt tot februari 2011. Ze was ook enige tijd vicevoorzitter van haar partij.
Op 28 oktober 2015 werd Bhandari verkozen tot president van Nepal. Ze werd gesteund door 327 van de 549 parlementariërs en versloeg daarmee haar tegenkandidaat Kul Bahadur Gurung. Een dag later werd ze beëdigd en daarmee de eerste vrouwelijke president van haar land. In 2018 werd ze met overmacht herkozen voor een tweede ambtstermijn.
Conform de grondwet mocht Bhandari zich na twee volledige termijnen niet nogmaals verkiesbaar stellen voor het presidentschap. Ze werd op 13 maart 2023 opgevolgd door Ram Chandra Poudel van de Nepalese Congrespartij.